# Aker ACS 650
Aker ACS 650 — серія контейнерних суднен-криголамів найвищого льодового класу, спеціально розроблених для арктичних умов.

## Опис

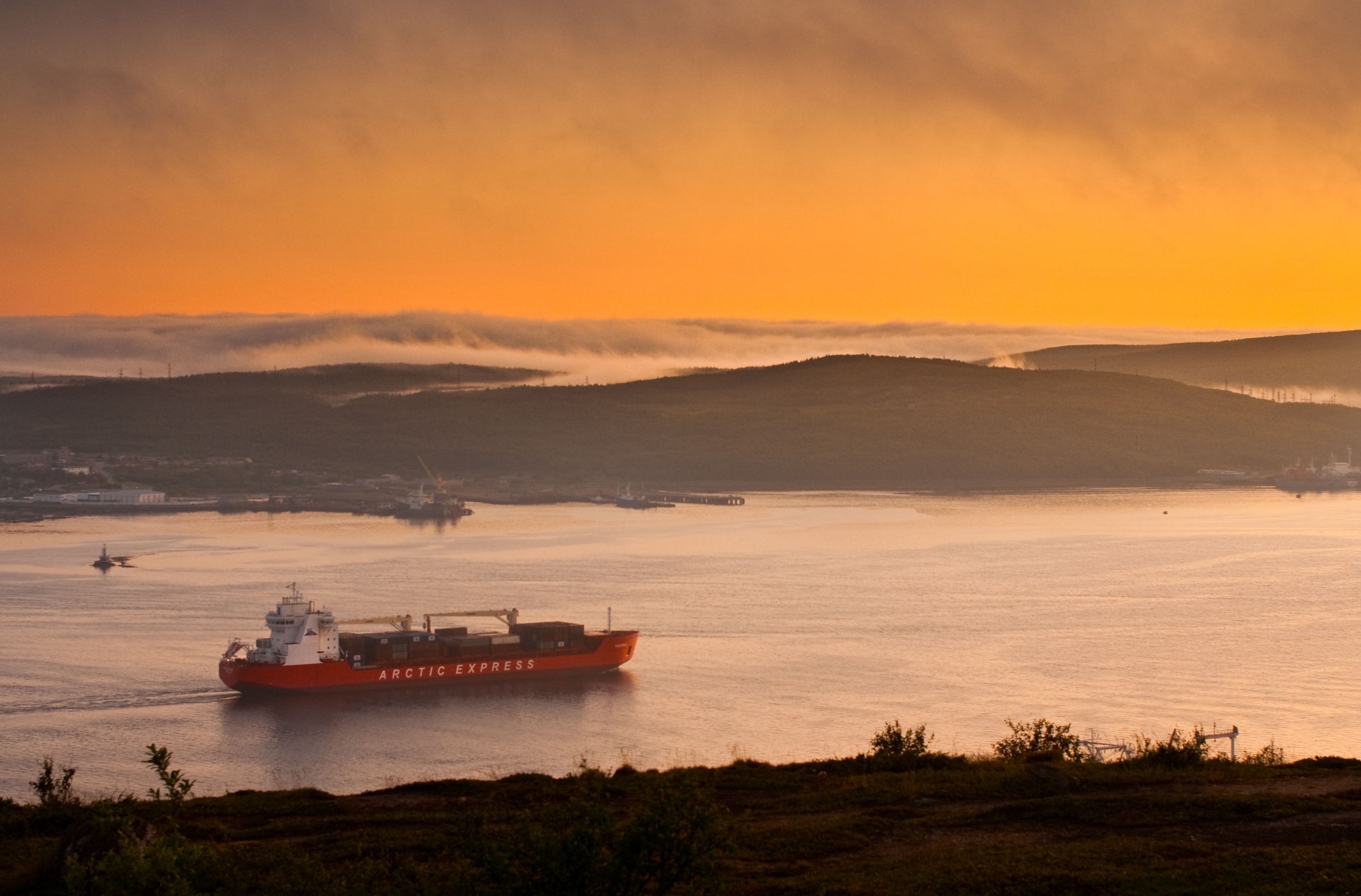
ACS 650

Контейнерне судно найвищого криголамного класу , обладнане гвинторулевим комплексом Азипод, і побудоване за запатентованою концепцією судна подвійної дії (англ. Double Acting Ship - DAS).
DAS передбача, що у відкритій воді судно рухається носовою частиною вперед , а по тонкій і рифленій кризі - кормою вперед. Конструкція і льодові посилення корпусу дозволяють долати гладкий лід товщиною до 1,7 метра і рифлений (бар'єрний) лід товщиною до 15 метрів зі значно меншою потужністю (13 МВт) і нижчими енерговитратами , ніж звичайне дизельне судно з аналогічною вагою і конструкцією корпуса.
Це дозволяє цілий рік використовувати судно в арктичних умовах без використання виділених криголамів.
Всі кораблі були побудовані на верфі Акер Ярдс (Aker Yards) для російської компанії Норільський Нікель.
Російські компанії хоч і мають досвід у побудові криголамів, але технологічна і моральна відсталість не дозволяє їм будувати такі судна.

## Перелік кораблів цього типу
Назви кораблів походять він назв шахтових регіонів, які вони обслуговують.
| Номер будівництва | Назва            | Рік випуску       |
| ----------------- | ---------------- | ----------------- |
| 505               | Norilskiy Nickel | 28 лютого 2006    |
| 156               | Monchegorsk      | 31 липня 2008     |
| 158               | Zapolyarnyy      | 12 листопада 2008 |
| 160               | Talnakh          | 11 грудня 2008    |
| 161               | Nadezhda         | 28 січня 2009     |

## Характеристики
- Довжина, м: 169,0
- Ширина, м: 26.5
- Осадка, м: 10.0
- Висота борту, м: 14.2
- Валова місткість, т: 16994 ... 17029
- Дедвейт, т: 18339
- Водотоннажність, т: 29136
- Контейнеровместімость, TEU: 648
- Кількість і потужність ГД, кВт: 3 × 6000
- Марка ГД: Wärtsilä W12V 32B3
- Швидкість, вузлів: 15,5
- Кількість палуб: 2
- Кількість переборок: 7
- Кількість і (сумарна) кубатура суховантажних трюмів, м ³: 1 × 1776; 2 × 6539; 1 × 4616
- Кількість і вантажопідйомність кранів, т: 2 × 45.0